# Ułus leński
Ułus leński (ros. Ле́нский улус, jakut. Лиэнскэй улууһа) – ułus położony na południowym zachodzie Jakucji w Rosji. 

## Geografia
Ułus znajduje się na południowym zachodzie Jakucji, a jego administracyjnym centrum jest miasto Lensk. Ułus leński na północy graniczy z rejonem mirninskim, na wschodzie z ułusem olokmińskim i ułusem suntarskim, a na południu i zachodzie z obwodem irkuckim. W skład ułusu wchodzi jedno miasto, szesnaście wsi i dwie osady.
W latach dziewięćdziesiątych XX wieku łączna długość dróg na przynależących do ułusu wynosiła ponad 600 km.
Na terenie ułusu znajdują się złoża ropy naftowej, gazu ziemnego, złota i soli kamiennej.

## Demografia
Według danych z 2021 roku w ułusie mieszkały 32 418 osoby.

## Historia
W przeszłości ułus zamieszkiwały plemiona myśliwych.
Ułus leński został wpierw utworzony jako rejon leński 1 stycznia 1930 roku.